# 奧地利的魯道夫大公 (1788年—1831年)
約翰·約瑟夫·萊納樞機（德語：Rudolph Johann Joseph Rainer von Österreich，1788年1月8日—1831年7月24日），奧洛穆茨大主教，神聖羅馬皇帝利奧波德二世的幼子。
魯道夫與知名鋼琴家路德維希·范·貝多芬是好友，貝多芬曾將自己的作品第5號協奏曲和第29號奏鳴曲獻給魯道夫。